# Холодный рай
«Холодный рай» (англ. Cold Heaven) — кинофильм, вышедший на экраны в 1992 году. Его сюжет основан на одноимённом произведении Брайана Мура.

## Сюжет
Супруги Дэвенпорт отдыхают в Мексике. Муж погибает в результате несчастного случая, а его труп исчезает. Несчастная женщина одна возвращается домой. Но через некоторое время её муж возвращается…

## В ролях
- Тереза Расселл
- Марк Хэрмон
- Джеймс Руссо
- Уилл Пэттон
- Ричард Брэдфорд
- Джули Кармен
- Талия Шайр
- Дайана Дуглас